# 隅田川大橋
隅田川大橋（すみだがわおおはし）は、隅田川にかかる橋で、東京都道475号永代葛西橋線支線を通す。西岸は中央区日本橋箱崎町、東岸は江東区佐賀1丁目。

## 概要

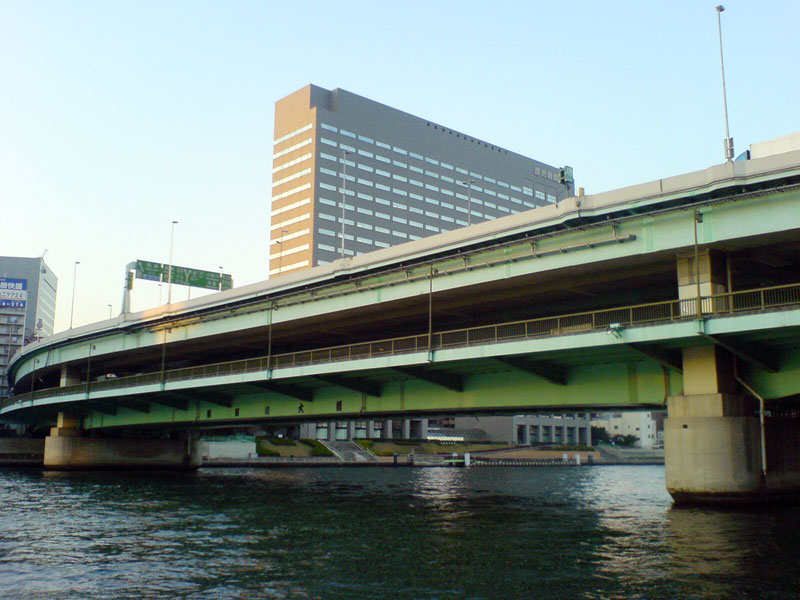
江東区側のテラスより(2005年11月)

隅田川大橋は隅田川唯一の二層式の橋で、首都高速9号深川線建設にあわせて架橋されたもので、先に下段の隅田川大橋が、完成の翌年に上段の高速道路高架橋部分が開通した。
首都高速9号深川線の高架橋と一体化されて建設されており、中央区側で同高速箱崎ジャンクションを、江東区側で福住出入口をそれぞれ構造体に含む。また地下には地下鉄半蔵門線が通っている。
隅田川にかかる橋梁のなかでも比較的新規に建設されたため高架部も高めに設計されており、遠方臨海副都心の建造物まで見ることができ、眺めがよいものとなっている。

## 橋の概要
- 橋長　385.3m（河川部 210.0m、左岸高架部 103.1m、右岸高架部 72.2m）
- 形式　（主径間）3径間連続鋼床鈑箱桁橋 /（高架部）7径間単純鋼床鈑箱桁橋、単純合成桁橋、単純PC桁橋
- 幅員　30.0m（4車線）
- 完成　1979年（昭和54年）10月
- 工事主体 首都高速道路公団
- 橋桁製作 石川島播磨重工業、宮地鉄工所

## 隣の橋
- 隅田川

（上流） - 新大橋 - 清洲橋 - 隅田川大橋 - 永代橋 - 中央大橋 - （下流）
座標: 北緯35度40分44秒 東経139度47分21秒 / 北緯35.67889度 東経139.78917度